# Buraco
El buraco es un juego de naipes cuyo objetivo es crear grupos de cartas del mismo valor o escaleras del mismo palo para luego finalizar jugando o descartando todas las cartas de la mano. 

## Reglas
Se usa la baraja francesa (o inglesa o de póker). Existen diferentes modalidades, se puede jugar con dos juegos de cartas (52 por juego) más los 4 comodines o con 3 juegos y los 6 comodines.
Al inicio del juego se reparten 15 cartas a cada jugador y se crean dos mazos de 15 cartas (denominados los “muertos”).
El juego consiste en crear escaleras del mismo palo o piernas (3 cartas iguales o más) que puede ser de figura, 2 o 3. El objetivo del juego es formar canastas (juegos de 7 cartas) que pueden ser limpias (si es que no tienen) o sucias (si tienen comodín).
Cuando uno de los jugadores del equipo se descarta toma el muerto y continúan jugando.
Para acabar el juego el equipo que quiere irse tiene que haber completado al menos 2 canastas limpias y 1 sucia. Es requisito para la ida preguntar al compañero si desea retirarse.
Cada carta tiene un valor específico a saber:
- As (20 puntos)
- 2 (25 puntos)
- 3, 4, 5, 6 y 7 (5 puntos)
- 8, 9, 10, J, Q y K (10 puntos)
- jokers (50 puntos)

Las canastas valen:
- Limpias: 300 puntos
- Sucias: 100 puntos

Otras jugadas excepcionales:
- Canasta de 2: 1000 puntos
- Canasta de Ases: 500 puntos
- 4 jokers: 1000 puntos
- 5 jokers: 1500 puntos
- 6 jokers: 2000 puntos

## Objetivo del juego
El objetivo del juego consiste en llegar a los 3000 puntos. Para conseguir estos puntos se deben hacer buracos. Los buracos, también llamados canastra, de canasta, (limpa o suja, limpia o sucia respectivamente) son grupos de siete cartas del mismo número distinto palo o escaleras del mismo palo.